# English: An Autumn in London
English: An Autumn in London es una producción de Malayan Film, escrita por Ajayan Venugopalan y dirigida por Shyamaprasad. Un drama con leves toques de sátira (crítica) y humor negro. Protagonizada por Jayasurya, Nivin Pauly, Mukesh, Nadia Moidu, Remya Nambeesan. La película es producida por Binu Dev, bajo la dirección de Navarang Screens y la música fue compuesta por Rex Vijayan, integrante de la banda Avial, mientras la cinematografía es manejada por Udayan Ambaadi y está editado por Vinod Sukumaran. La película relata la historia de la vida de los Malayalees que viven en Londres.

## Trama
La película relata las vidas de cuatro personajes de diversos orígenes, cuyo paso al Reino Unido y sus consecuencias, se tratan en la película. Jayasurya interpreta a Shankaran Kathakali que es un inmigrante ilegal, un artista convertido en camarero. Nivin Pauly se pone el papel de Sibin, un ejecutivo de Tecnologías de la Información con un ojo errante. Mukesh juega Alegría, dueño de la tienda de esquina de una gran familia de clase media en Londres y todos sus problemas concomitantes y ventajas. Nadia Moidu, interpreta a Saraswathy, un brahmán tamil. Casada con un médico, que ha estado en el Reino Unido, durante más de 20 años. Remya Nambeesan en el papel de Gauri, una joven casada de un pasado abrupto que llega a Londres.

## Reparto
- Jayasurya como Shankaran.
- Nivin Pauly como Sibin.
- Mukesh como Joy.
- Nadia Moidu como Saraswathy.
- Remya Nambeesan como Gauri Rajesh.
- Sona Nair como Saly, la esposa de Joy.
- Murali Menon como Dr. Ram, el esposo de Saraswathy.
- Sinu Pillai como Rajesh, amigo de Sibin.
- Manoj Shiva
- Viji Varghese
- Baldwin Simon
- Mujeeb
- Josekutty Valiyakallumkal como Siju.

## Producción
-DESARROLLO-
Ajayan y Shyamaprasad se conocen durante la proyección de Elektra en New York. Los dos comienzan a hablar y deciden trabajar en una película juntos.
Shyamaprasad escoge dirigir la historia de Ajayan Venugopalan, después de mucho pensarlo y de algunos preparativos. Ajayan Venugopalan, un Malayali aficionado a la tecnología establecido en New York que se había ganado fama en la industria como el guionista y codirector de la popular comedia Akkara Kazhchakal, basada en la vida de los Malayalis en los Estados Unidos. 
"English" es su primer intento en un mundo coloqueal de Malayalam film. El director también utiliza el cuento titulado 'Chila Theerumanangal' (ചില തീരുമാനങ്ങള്) escrito por Nirmala Thomas, escritor residente en Canadá, como una fuente narrativa.

## Reparto
La película fue anunciada para ser protagonizada por Jayasurya, Nivin Pauly, Nadia Moidu, Remya Nambeesan, Mukesh y Sona Nair. Por cierto, a principios de este año durante la celebración número 100 de "días de hermosa en Trivandrum", Jayasurya había sugerido su aspiración a trabajar con el director, y que lo considerara para un papel dentro de la película y Shyamaprasad rápidamente respondió que él llamaría el actor cuando tuviese un papel que fuera apto para él. La hora había llegado cuando Shyamaprasad llamó para decirle que quería que Jayasurya hiciera un personaje en English.